# 胡斯托佩切

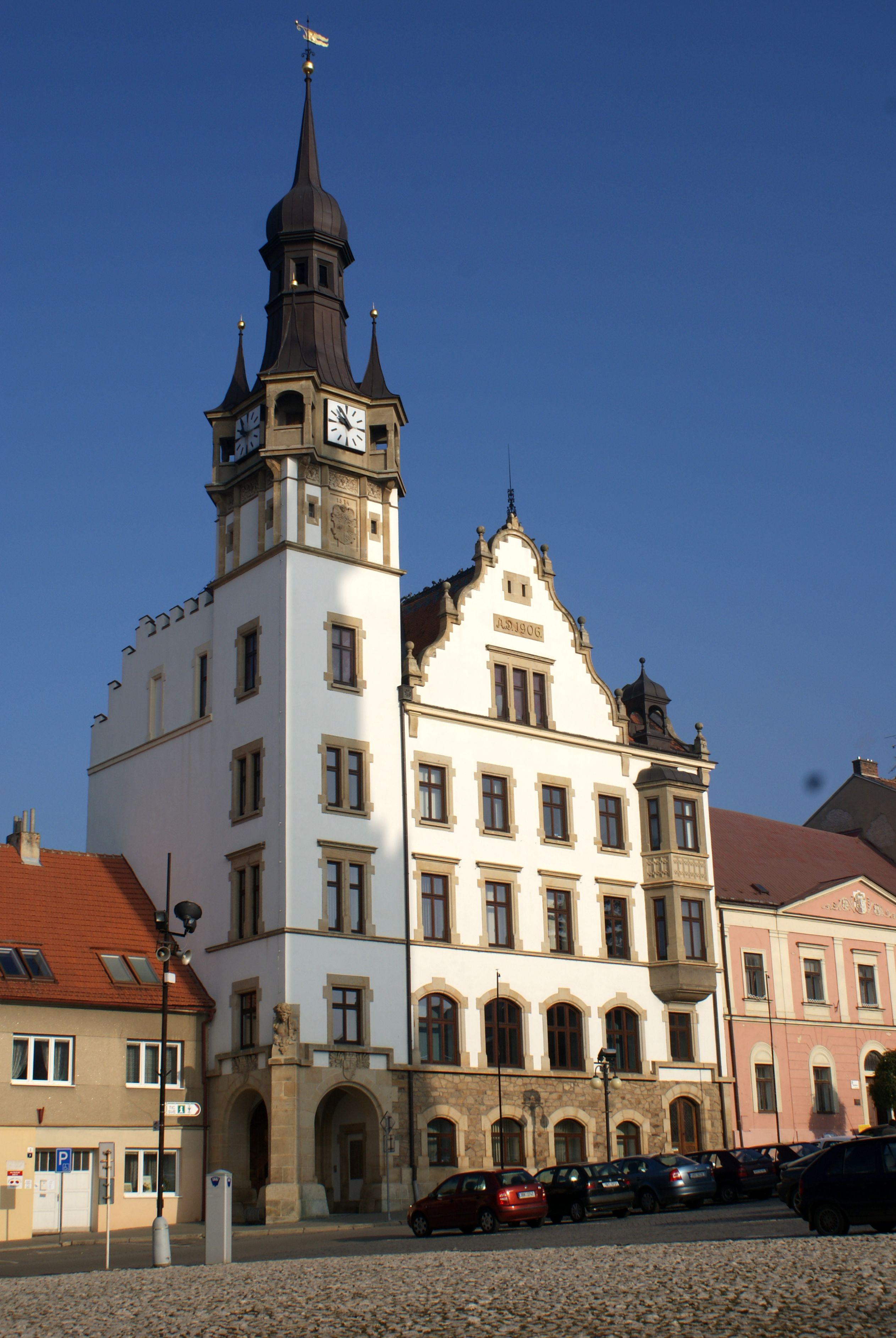

胡斯托佩切是捷克的城鎮，位於該國東南部，距離布熱茨拉夫25公里，由南摩拉維亞州負責管轄，面積24.53平方公里，海拔高度215米，2005年人口5,937。

## 外部連結
- Municipal website （页面存档备份，存于） (in Czech)
- Monuments of Hustopeče (in Czech, pdf)